# Casa Budde

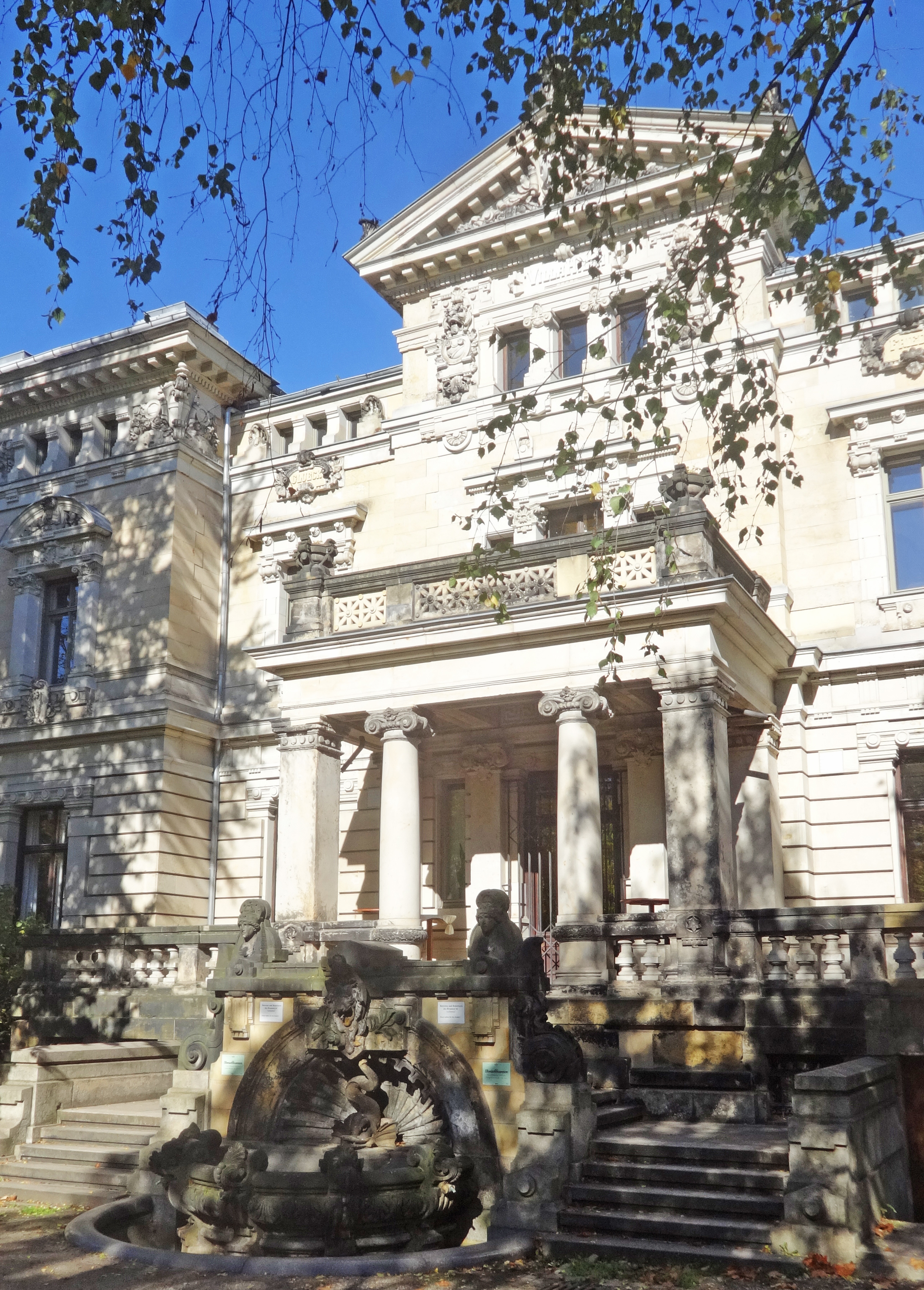
Casa Budde

Budde-Haus (Casa-Budde) es un centro sociocultural en «Gohlis», uno de los distritos del norte en la ciudad de Leipzig. La casa fue construida en 1890-91 como residencia para la familia Bleichert y ha sido usada como centro cultural desde 1956. El edificio está protegido desde 1973 y es un importante ejemplo de la arquitectura de finales del siglo XIX en Alemania. Desde 1993 es uno de los once centros culturales de la ciudad alemana de Leipzig.

## Historia

### Las familias Bleichert y Mende
En 1860 se construyeron una fábrica de gas y un conjunto de edificios de oficinas en el gran solar situado entre las actuales calles Lützowstraße y Benedixstraße. En 1880, esta propiedad fue adquirida por Adolf Bleichert (nacido en 1845 en Dessau y criado en Leipzig-Gohlis), propietario de una empresa de teleféricos. A continuación, los edificios de oficinas se convirtieron en la ´Villa Bleichert´. En 1890 se demolió la antigua villa y de 1890 a 1891 se construyó  la ´Villa Hilda´, que recibió este nombre por Hildegard, la esposa de Aldolf Bleichert.
La familia Bleichert tuvo ocho hijos, dos de los cuales murieron prematuramente. En 1899, Adolf Bleichert conterajo tuberculosis. Falleció en un hospital de Suiza en 1901 y fue enterrado en el cementerio de Leipzig-Gohlis. Su tumba todavía se puede ver hoy. Las obras de Bleichert fueron continuadas por sus hijos Max y Paul Bleichert. En 1918 la familia fue elevada a la nobleza hereditaria "von Bleichert". La familia se mudó de la casa a principios de 1920.
En 1927, Karl Mende, mayorista de vidrio industrial con sede en Eutritzscher Freiladebahnhof, compró la propiedad y la utilizó como residencia para su familia. Por este motivo se realizaron diversas modificaciones en los edificios. Entre otras cosas, el techo del piso superior se cubrió con baldosas de vidrio.
Durante el bombardeo de Gohlis en 1945, el ala derecha y la cúpula de cristal de la casa fueron destruidos. La familia Mende siguió viviendo allí hasta 1952, alojando también a refugiados. Tras la detención de Karl Mendes bajo la acusación de Monopolbildung (creación de monopolios) el dominio sobre la propiedad por parte de la familia Mende llegó a su fin. Más tarde, Karl Mende logró escapar de la prisión de Zwickau conn documentación falsa y huyó al Berlín Occidental.

### La Casa-Club Heinrich Budde
La propiedad pasó a ser oficialmente propiedad del pueblo siendo la entidad jurídica el Ayuntamiento de la ciudad de Leipzig. La villa fue utilizada entre 1953 y 1954 como internado para estudiantes de la Escuela de Ingeniería de Construcción y luego, entre 1954 y 1955, como hogar para 80 "niñas difíciles de educar". En 1956, la propiedad fue transferida a la empresa sucesora de Bleichertwerke, VEB Verlade- und Transportanlagen Leipzig, para uso cultural. El 11 de agosto de 1956 fue inaugurada como “Casa Club Heinrich Budde”. ESto se hiyo notar en las siguientes décadas con una  animada vida cultural en la casa, que disponía de una biblioteca, eventos de danza y trabajos circulares.

### Casa Budde
En enero de 1993 se cerró el “Klubhaus Heinrich Budde”. La p4ropiedad tuvo que ser devuelta al nieto de Karl Mendes debido a reclamaciones legítimas de restitución. Gracias a la campaña de la asociación de ciudadanos de Gohlis “Save the Budde House”, la ciudad de Leipzig compró la propiedad por 2,4 millones de marcos alemanes. Todo el terreno fue cedido a la recién fundada asociación Heinrich-Budde-Haus e.V.
Reabrió sus puertas como centro sociocultural Heinrich-Budde el 22 de mayo de 1993. A pesar de las animadas actividades culturales y de las primeras renovaciones, el ayuntamiento de Leipzig siempre tuvo planes de vender el edificio. Después, la asociación de apoyo Heinrich-Budde-Haus e. V. se declaró en quiebra en 2014 y la Oficina Cultural del ayuntamiento se hizo cargo de la gestión del inmueble. Tras una convocatoria de licitación pública, FAIRbund e. V. reabrió la Casa Budde como centro sociocultural en enero de 2017 y desde entonces sigue activa.

## La arquitectura del edificio
En el popular barrio de Gohlis fue construido principalmente con fines residenciales. Esto courrió en el siglo XIX, una etapa de construcción de muchos edificios de villas de clase media-alta. En 1880, el ingeniero Gustav Adolf Bleichert adquirió la propiedad en la Feldstrasse (la actual Lützowstrasse). La edificación que se encontraba en ella fue asignada para demolición o reconversión. Los planos de construcción de la nueva Villa Bleichert se presentaron en 1889.
La construcción se encargó al renombrado estudio de arquitectura de Leipzig Pfeifer und Handel y la construcción corrió a cargo de la empresa de Leipzig Eduard Steyer. En el frontón central de la fachada principal se puede leer la inscripción “Villa Hilda”, que se entendió como una referencia del cliente a su esposa Victoria Emilie Hildegard Bleichert. Como resultado, la casa pasó a ser conocida no sólo como Villa Bleichert sino también como Villa Hilda.
Las obras finalizaron en 1891 y la familia pudo mudarse al año siguiente. El rico mobiliario incluye piedra arenisca de Postelwitzer y Cottaer en las fachadas, así como decoración de mármol, estuco y oro, vidriados artísticos y carpintería fina en el interior. El saliente central, decorado con columnas jónicas, está flanqueado por dos edificios laterales. En la fachada principal, un auténtico panorama pictórico presenta guirnaldas frutales, un escudo con las iniciales del propietario de la casa en el frontón triangular, una cabeza de león sobre el balcón y cabezas de mujeres con zarcillos de flores en las alas. El tejado plano actual estaba coronado por una monumental cúpula de cristal.
El carácter simbólico y mítico de la fachada principal continúa en la zona de la fuente decorativa frontal. Aquí se  puede encontrar el uso libre de rasgos estilísticos antiguos y asirios: criaturas míticas parecidas a esfinges de origen egipcio, cabezas de león, figuras de delfines y adornos vegetales.
El interior está decorado con la misma generosidad: la escalera estaba decorada con una fuente mural y la cubierta tenía originalmente una cúpula de luz vidriada de colores, que creaba una atmósfera luminosa en el espacioso vestíbulo.
La Segunda Guerra Mundial causó muchos daños a la casa: la esquina sureste junto con el pabellón del jardín de invierno quedaron completamente destruidos así como la vidriera  interior y la cúpula exterior también desaparecieron.

## La fábrica Bleichert
La fábrica de teleféricos de Leipzig-Gohlis de Adolf Bleichert & Co. era una empresa con sede en Leipzig - Gohlis que se dedicaba especialmente a la construcción de teleféricos. Las antiguas instalaciones de la empresa están protegidas como monumentos (ver lista de monumentos culturales en Gohlis-Mitte, A–K y lista de monumentos culturales en Gohlis-Mitte, L–Z ).

## Tocayo de la Casa Budde
Caspar Heinrich Budde nació el 28 de enero de 1887 en Dorstfeld, cerca de Dortmund, como el segundo mayor de ocho hermanos. Después de diversas prácticas y estudios superiores, en 1909 fue contratado como técnico en la entonces fábrica de sistemas de transporte Adolf Bleichert & Co. de Leipzig, donde trabajó desde abril hasta agosto de ese mismo año.
En 1914 se casó con su esposa Else (de soltera Funke), con quien tuvo dos hijos: Herbert (* 1910) y Gertrud (* 1915). En 1914, la familia Budde se mudó a Duisburgo y, tras la Primera Guerra Mundial, fundó su propia empresa de transporte. En los años 1921/22, Heinrich Budde regresó a Leipzig, donde volvió a trabajar como diseñador e ingeniero de hierro en la empresa Bleichert. Durante la crisis económica mundial quedó desempleado. En 1935, Heinrich Budde consiguió un trabajo en la empresa Mannesmann-Rohrleitungs AG de Leipzig.
Durante una guardia aérea cerca de Mannesmann en 1943, Heinrich Budde fue escuchado criticando al régimen nazi por sus compañeros, que lo denunciaron a la Gestapo y lo arrestaron. Fue acusado por pronunciar discursos de odio, diciendo que había planeado un derrocamiento comunista e intentado manipular la voluntad del pueblo alemán. En julio de 1944 tuvo lugar el juicio en el Tribunal Regional Superior de Dresde, donde lo condenaron con una pena de siete años de prisión por menoscabo del poder militar y Ehverlust (pérdida del honor). La fiscalía apeló y el Tribunal Popular fascista dictó la pena de muerte el 27 de octubre de 1944. Finalmente, Heinrich Budde fue ejecutado el 27 de noviembre de 1944. 
En honor a Budde, la Beaumontstraße en Gohlis pasó a llamarse Heinrich-Budde-Strasse en 1945 y la antigua villa Bleichert recibió el nombre de "Heinrich Budde klubhaus" (Casa-Club Heinrich Budde) en 1956.

## Enlaces web
- http://www.leipziger-industriekultur.de/villa-hilda/
- www.vonbleichert.eu
- www.budde-haus.de
- https://verein-fairbund.de/